# Muricilândia
Muricilândia é um município brasileiro do estado do Tocantins, localizado na região norte da unidade federativa. Situa-se a aproximadamente 60 km de Araguaína e cerca de 430 km da capital Palmas. De acordo com o IBGE, sua população estimada em 2024 era de 3 485 habitantes.

## Etimologia
O nome do município tem origem dupla: faz referência ao fruto murici, típico do cerrado, e ao Rio Muricizal, mais conhecido como Rio Murici, que banha o território e é palco do tradicional Rally de Boias.

## História
Muricilândia foi emancipada no início da década de 1990, por meio do desmembramento do município de Araguaína.

## Geografia
Localizado em área de transição entre cerrado e floresta estacional, o município é cortado pelo Rio Murici. A área territorial estimada pelo IBGE é de 1 194,37 km².

## Economia
A economia baseia-se em agricultura familiar (mandioca, milho, feijão, hortaliças) e criação de animais em pequena escala. A pecuária de corte e leiteira também é significativa. Investimentos do governo estadual em infraestrutura viária têm beneficiado pequenos produtores.

## Infraestrutura
O município de Muricilândia tem investido continuamente em sua infraestrutura nos últimos anos. Embora não seja cortado pela BR-153, conta com as rodovias estaduais TO - 222 e TO - 164, que é asfaltada no perímetro urbano do distrito de Cocalândia.
Todas as estradas vicinais do município foram recuperadas e encontram-se em ótimo estado de conservação. As pontes de madeira foram completamente substituídas por pontes de concreto ou sistemas de bueiros, proporcionando maior segurança e acessibilidade durante todo o ano, inclusive no período chuvoso.
Em 2025, Muricilândia recebeu o reconhecimento estadual do programa '''Lixão Zero''', coordenado pelo Governo do Tocantins. O município havia desativado o antigo lixão em 2017 e foi certificado oficialmente por suas práticas corretas de gestão de resíduos sólidos, incluindo a destinação adequada do lixo e ações de educação ambiental.

## Cultura
Muricilândia possui comunidades quilombolas ativas, como a de Dona Juscelina. Seus principais eventos são:
- Rally de Boias: descida de cerca de 8 km pelo Rio Murici;
- Festejo da Abolição: celebração da cultura negra;
- ExpoMurici: feira agropecuária anual, em sua 4ª edição.

## Administração
Desde 1º de janeiro de 2025, o município é governado pelo prefeito João Victor Borges Ferreira (Republicanos), eleito no primeiro turno de 2024.

## Demografia
A estimativa populacional de 3 485 em 2024 foi calculada pelo IBGE, registrando crescimento em relação a 2022.